# Haifloden
Haifloden eller Hai He (på kinesiska: 海河, pinyin: Hǎi Hé, sjöfloden; kallas på engelska: The Hai River), som tidigare gick under namnet Bai He (白河, Bái Hé), vita floden; Pei Ho i en del västerländska källor), är en flod i Kina som flyter genom Beijing och Tianjin ut i Bohai, en vik i Gula havet.
Hai He är 1 329 kilometer lång, räknat från dess längsta biflöde. Emellertid är floden bara omkring 70 kilometer om man räknar från Tianjin, där floden bildas av flera sammanflödande vattendrag, till dess utlopp. Avrinningsområdets sammanlagda yta uppgår till cirka 319 000 kvadratkilometer. Medelflödet är bara hälften av Gula flodens och en tredjedel av Yangtze-flodens.